# Coelichneumon decemguttatus
Coelichneumon decemguttatus är en stekelart som beskrevs av Tohru Uchida 1932. Coelichneumon decemguttatus ingår i släktet Coelichneumon och familjen brokparasitsteklar. Utöver nominatformen finns också underarten C. d. victoriae.